# Speaker
Als Speaker (deutsch Sprecher) wird in vielen englischsprachigen Gebieten der Parlamentspräsident bezeichnet, also der Vorsitzende eines legislativen Gremiums, zumeist des Repräsentantenhauses.

## Vereinigtes Königreich
Im Vereinigten Königreich ist der Speaker der Vorsitzende des Unterhauses (House of Commons). Der Speaker wird von jedem neu gewählten Parlament neu bestimmt und bleibt dann für alle Sitzungen der Parlamentsperiode im Amt. Der Speaker sitzt auf einem thronartigen Gestühl über den Abgeordneten. Vor ihm liegt das Mace, ein vergoldetes Zepter, als Zeichen seiner Amtswürde.
Der Speaker verhält sich stets neutral und spricht nur, wenn er etwas zum geschäftsmäßigen Ablauf der Sitzungen zu sagen hat, wie bei Unruhen im Parlamentssaal die anwesenden Politiker zur Ordnung zu rufen, siehe Naming (parlamentarische Prozedur). Ist der Speaker verhindert, wird die Sitzung von einem seiner drei Stellvertreter geleitet, dem Chairman of Ways and Means oder einem von dessen beiden Deputies. Das Amt des Speakers lässt sich in Ansätzen mit dem Amt des Bundestagspräsidenten vergleichen.
Sir Thomas Hungerford führte 1377 als erster den Titel Mr. Speaker. Das Amt selbst besteht seit 1258, als sich Peter de Montfort im in Oxford tagenden Mad Parliament durchsetzte. Das Amt wurde mit parlour oder prolocutor bezeichnet. Eine Aufgabe des Speaker bestand seinerzeit darin, über ihn die direkte Anrede der Gegenseite vermeiden zu können. Hierdurch konnten Ehrenhändel (Duell) umgangen werden. Noch heute sprechen sich die Parlamentarier über den Speaker nur indirekt an.
Bei Unterhauswahlen treten traditionell keine Gegenkandidaten gegen einen amtierenden Speaker in dessen Wahlkreis an. Diese ungeschriebene Regel wird allerdings nicht von allen politischen Parteien befolgt. Beispielsweise kandidierten Kandidaten der Green Party und von UKIP gegen den damaligen Speaker John Bercow (amtierte 2009 bis 2019). Auch viele Wähler des jeweiligen Speaker-Wahlkreises sehen sich durch diese Tradition ihres Wahlrechts beraubt.
Am 22. Juni 2009 wurde der Konservative John Bercow als Nachfolger des zurückgetretenen Labour-Abgeordneten Michael Martin zum Speaker gewählt. 2010 wurde er im Amt bestätigt, und am 18. Mai 2015 wurde er ohne Gegenstimmen erneut gewählt. Im Zusammenhang mit den turbulenten Brexitdebatten und dank Bercows extrovertierter Sitzungsführung wurden er und damit auch das Amt des Speakers und dessen politische Bedeutung weltweit bekannt. Am 31. Oktober 2019 schied er auf eigenen Wunsch aus dem Amt aus.
Am 4. November 2019 wurde Bercows Stellvertreter Lindsay Hoyle zum neuen Speaker gewählt.
Seit 2006 wählt auch das britische Oberhaus (House of Lords) einen Speaker, der Lord Speaker genannt wird. Zuvor hatte stets der jeweilige Lordkanzler von Amts wegen die Aufgaben eines Sprechers des Oberhauses wahrgenommen.

## Vereinigte Staaten

Das Siegel des Speaker of the House

In den Vereinigten Staaten trägt der Vorsitzende (Sprecher) des Repräsentantenhauses offiziell den Titel des Speaker (Speaker of the House). Das Amt des Sprechers wird durch die Verfassung der Vereinigten Staaten definiert, die 1789 in Kraft trat. Der Sprecher wird durch das Repräsentantenhaus gewählt und ist dessen ranghöchster Vertreter. Obwohl es nicht von der Verfassung verlangt wird, war der Sprecher aus praktischen Gründen bisher immer ein Abgeordneter der Mehrheitspartei und hatte somit den höchsten Rang innerhalb der Fraktion seiner Partei inne. Der Sprecher sitzt zumeist nicht direkt den Debatten vor, sondern delegiert diese Aufgabe an andere Abgeordnete. Da der Speaker ebenfalls einer von 435 regulär gewählten Abgeordneten ist, hat er einen Wahlbezirk zu vertreten. Gehört der Speaker einer anderen Partei als der Präsident an, kann er de facto die Rolle des Oppositionsführers einnehmen.
Auch in den Parlamenten der US-Bundesstaaten werden Vorsitzende des Unterhauses als Speaker bezeichnet. Je nach Bundesstaat heißen die Parlamentskammern Repräsentantenhaus (House of Representatives) oder State Assembly. Entsprechend wird der Vorsitzende als Speaker of the House oder Speaker of the Assembly bezeichnet. Wie auf Bundesebene handelt es sich im Regelfall um einen Abgeordneten der Mehrheitspartei. Ist der Speaker nicht Mitglied der Partei des Gouverneurs, kann er ebenfalls de facto die Rolle des Oppositionsführers einnehmen.
Sprecher sowohl auf Bundes- und bundesstaatlicher Ebene werden im Regelfall mit Mister Speaker oder Madam Speaker angesprochen.

## Neuseeland
Das House of Representatives besteht in Neuseeland seit 1852, die Rolle des Speaker wurde aber erst 1856 nach britischem Vorbild eingerichtet. Erster Speaker seinerzeit war der erst 41-jährige Charles Clifford. Er gilt als der jüngste Speaker, den Neuseeland je hatte.